# Китайська модель. Політична меритократія та межі демократії
Китайська модель. Політична меритократія та межі демократії (англ. The China Model: Political Meritocracy and the Limits of Democracy by Daniel A. Bell) - книжка соціолога та колумніста Даніела Белла. Вперше опублікована в 2015 році. 

## Огляд книги
Західні цивілізації звикли поділяти політичні режими на «добрі» демократії та «поганий» авторитаризм. Однак китайська модель не підлягає цій класифікації. За останні три десятиліття Китаю вдалось розвинути власну модель управління державою, яку можна назвати «політичною меритократією». 
Китайська модель прагне зрозуміти унікальність та реалії своєї системи. Як ідеалам політичної меритократії вдалось встановити стандарти оцінки політичного прогресу (регресу) Китаю? Як Китайській республіці уникати недоліки політичної меритократії? Та яким чином цей режим можна найкраще поєднати з демократичними принципами? Деніел Белл відповідає на всі ці питання та навіть більше. 
Розпочинаючи з критики підходу «одна особа - один голос», Белл стверджує, що китайський режим може допомогти виправити помилки електоральної демократії. Автор обговорює переваги та підводні камені меритократії, розглядає різні способи її поєднання з демократією, заявляє, що Китай розвинув суспільно бажану та політично стабільну систему державного управління. 
Підсумовуючи, автор дає загальну картину китайської моделі: меритократія на вершині, експерименти в центрі, демократія внизу, та можливості застосування цього режиму по всьому світу. 
Книга, яка викликає інтерес та навіює роздуми про те, чи не стане китайська модель найбільш важливим політичним досягненням ХХІ ст.  [Архівовано 29 Лютого 2020 у Wayback Machine.]

## Переклад українською
- Белл, Деніел. Китайська модель. Політична меритократія та межі демократії / пер. Олександр Дем’янчук. К.: Наш Формат, 2017. —  312 с. — ISBN 978-617-7279-85-2